# WWF The Main Event

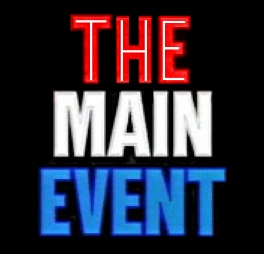
Logo da série

The Main Event foi uma série de televisão que ocasionalmente ia ao ar na sexta-feira no canal NBC. Contava com os principais wrestlers da WWF.

## Resultados

### The Main Event I
| # | Resultados                                                                                               | Estipulação                                            | Tempo |
| - | --- | ------------------------------------------------------ | ----- |
| 1 | Randy Savage (com Miss Elizabeth) venceu The Undertaker (c) (com Jimmy Hart e Peggy Sue) por countout    | Luta individual pelo WWF Intercontinental Championship | 8:20  |
| 2 | André the Giant (com Ted DiBiase e Virgil) venceu Hulk Hogan (c)                                         | Rematch da WrestleMania III pelo WWF Championship      | 9:05  |
| 3 | Tito Santana e Rick Martel) (c) venceram The Hart Foundation (Bret Hart e Jim Neidhart) (com Jimmy Hart) | Luta Tag Team pelo WWF Tag Team Championship           | n/a   |

- Nota: Após a vitória, André the Giant "vendeu" o título para Ted DiBiase; O ato foi considerado inválido e o título foi declarado vago pelo então presidente da WWF Jack Tunney.